# Диарсенид платины
Диарсенид платины — бинарное неорганическое соединение
платины и мышьяка
с формулой PtAs2,
оловянно-белые кристаллы.

## Получение
- В природе встречается минерал сперрилит — PtAs2 с примесями Rh, Fe, Сu, Sb, Sn [1].

- Сплавление стехиометрических количеств чистых веществ:

{\displaystyle {\mathsf {Pt+2As\ {\xrightarrow {T}}\ PtAs_{2}}}}

## Физические свойства
Диарсенид платины образует оловянно-белые кристаллы
кубической сингонии,
пространственная группа P a3,
параметры ячейки a = 0,59665 нм, Z = 4.